# Løbehøne
Løbehønen (Turnix sylvaticus) er en 15 cm stor fugl i familien løbehøns. Den lever fra Afrika i øst til tropisk Asien i øst. Arten er kendt for at skjule sig godt og flyver helst ikke.
Løbehønen fandtes tidligere i Europa, men den sidste population i Spanien regnes siden 2018 for at være forsvundet.